# El gran juego blanco y negro (cuento de Ray Bradbury)
El gran juego blanco y negro (título original en inglés: The Big Black and White Game) es un cuento del escritor estadounidense Ray Bradbury publicado originalmente en la revista The American Mercury de agosto de 1945.
Fue incluido en sus antologías de cuentos Las doradas manzanas del sol (1953), The Vintage Bradbury (1965) y Twice 22 (1966).

## Argumento
Un gran acontecimiento tiene lugar cada año en un hotel de Wisconsin: un partido de béisbol entre los sirvientes del hotel,  todos negros, y los huéspedes, todos blancos.